# Керен, Гад
Гад Ке́рен (род. 1950, Эйн-ха-Хореш, Израиль) — израильский кардиолог, профессор. Автор изобретений в области медицины. Заведующий кардиологическим центром медицинского центра Ихилов — Сураски (Тель-Авив) до конца 2018 года, профессор Тель-Авивского университета.

## Биография
Гад Керен родился в Израиле, в кибуце Эйн-ха-Хореш, в семье врача-терапевта. Окончил среднюю школу в Тель-Авиве.
В 18 лет был призван в армию обороны Израиля в рамках программы академического резерва (атуда). Получил медицинское образование в Тель-Авивском университете. Во время Войны Судного дня служил военным фельдшером в Южном округе. С 1975 года был батальонным врачом Армии обороны Израиля (ЦАХАЛ).
В 1980—1985 годах прошёл специализацию по кардиологии в израильской больнице Ихилов в отделении профессора Шломо Ланиадо. После этого стажировался в США по нескольким сферам кардиологии — по гемодинамике, сердечной недостаточности, эхокардиографии. Работал в клинике медицинской школы им. Альберта Эйнштейна в Нью-Йорке. Занимался научными исследованиями в области УЗИ кровеносных сосудов в Национальных институтах здравоохранения США (Бетесда, штат Мэриленд).
По возвращении в Израиль профессор Керен заведовал лабораторией эхокардиографии в больнице Ихилов и отделением кардиологической госпитализации.
С 2002 года до конца 2018 года возглавлял кардиологический центр больницы Ихилов. Несколько лет был президентом Израильской ассоциации кардиологов.
Профессор Керен руководит кафедрой кардиологии Тель-Авивского университета. С 1998 по 2002 год был заместителем декана медицинского факультета этого университета.

## Семья
Жена — Пнина Керен, врач. У супругов 2 дочери и сын.

## Научная работа
Профессор Керен — автор более 200 научных публикаций. Сфера его научных интересов — лечение сердечной недостаточности и патологий клапанов сердца, гемодинамика и неинвазивная визуализация кровеносных сосудов и сердца.
Является заместителем редактора журналов медицинской ассоциации Израиля «Медицина» и «IMAJ». С 2000 по 2004 год занимал должность члена президиума ученого совета Медицинской ассоциации Израиля.
Изобретательская деятельность
Профессор Гад Керен является автором ряда изобретений в области медицины. В их числе — однонаправленный межпредсердный шунт V-Wave, регулирующий давление в левом предсердии (LAP). Шунт предназначен для пациентов с хронической сердечной недостаточностью с сохраненной и сниженной фракцией выброса левого желудочка. В 2000 году профессор Керен запатентовал эту методику. В 2016 году в журнале «Lancet» были опубликованы первые результаты клинических испытаний этой методики.
В число изобретений профессора Керена также входят:
- различные методы использования ингибиторов эотаксина-2 для лечения воспалительных и аутоиммунных и сердечно-сосудистых заболеваний, в том числе атеросклероза и острого коронарного синдрома;
- устройство для лечения застойной сердечной недостаточности с помощью оптимизации почечной перфузии;
- применение антагонистов RAS для лечения постангиопластического рестеноза и атеросклероза.